# Топрак, Пинар
Пинар Топрак (тур. Pinar Toprak; род. 18 октября 1980, Стамбул, Турция) — американская композитор турецкого происхождения. Широкую известность ей принесло написание оригинального саундтрека к фильму «Капитан Марвел».

## Биография
Пинар Топрак родилась 18 октября 1980 года в Стамбуле, Турция. В США переехала в 17 лет: первый год в штатах будущая композитор жила у своего брата в Чикаго, затем поступила в Музыкальный колледж Беркли в Бостоне.
Пинар Топрак подписала контракт на написание музыки к фильму «Капитан Марвел» в июне 2018 года, что сделало её первой женщиной, написавшей музыку к фильму КВМ. Топрак начала с создания темы главного героя, а затем разработала темы для Кри и Скруллов, которых она пыталась соединить, чтобы «найти вселенную» для сцен фильма в космосе и на Земле. Мелодии из этого фильма за авторством Топрак появились также в саундтреке к «Мстители: Финал».
В апреле 2019 года Марк Сальсидо с веб-сайта Screen Geek заявил, что Marvel и режиссёры фильма были недовольны работой Топрак над фильмом даже после того, как она ответила на «достаточные» примечания и заменила её в качестве композитора для фильма на Джаккино. Джаккино ответил на этот отчёт, подтвердив своё участие в фильме, и рассказал, что его попросили дать отзыв о работе Топрак, когда он работал с Marvel над музыкой к фильму «Человек-паук: Вдали от дома» (2019). Он думает, что Топрак написала «красивую тему и вдохновляющую музыку» для фильма и помог ей поработать над «несколькими репликами», которые, по его словам, означали, что он поддерживал её как члена «семьи» Marvel. Джаккино дал понять, что он «не писал музыку для Капитан Марвела... Суть в том, что [Топрак] - потрясающий композитор и, конечно, не нуждается во мне».
Благодаря успешной работе с Marvel в июне 2019 года Топрак получила работу композитора в супергеройском сериале «Старгёрл».
В 2021 году написала музыку к анимационной 3D-короткометражке «Снова мы».

## Фильмография
| Художественные фильмы | Художественные фильмы    | Художественные фильмы               | Художественные фильмы                         | Художественные фильмы |
| Год                   | Русское название         | Оригинальное название               | Должность                                     | Примечание            |
| --------------------- | ------------------------ | ----------------------------------- | --------------------------------------------- | --------------------- |
| 2006                  | В тылу врага 2: Ось зла  | Behind Enemy Lines II: Axis of Evil | Композитор                                    | Direct-to-video       |
| 2007                  | Би Муви: Медовый заговор | Bee Movie                           | Автор дополнительной музыки                   | Мультфильм            |
| 2007                  | Смертельная жатва        | Fall Down Dead                      | Композитор                                    | Кинофильм             |
| 2008                  | Ужасы Лох-Несса          | Loch Ness Terror                    | Композитор                                    | Телефильм             |
| 2011                  | Речные убийства          | The River Murders                   | Композитор                                    | Кинофильм             |
| 2019                  | Капитан Марвел           | Captain Marvel                      | Композитор                                    | Кинофильм             |
| 2020—2022             | Старгёрл                 | Stargirl                            | Композитор                                    | Телесериал            |
| 2021                  | Снова мы                 | Us Again                            | Композитор                                    | Короткометражка       |
| 2022                  | Затерянный город         | The Lost City                       | Композитор                                    | Кинофильм             |
| 2023                  | Моя пиратская свадьба    | Shotgun Wedding                     | Композитор (также дирижёр оркестровых партий) | Кинофильм             |